# Ernst Hillbrand
Ernst Friedrich Hillbrand (* 2. Juli 1872 in Feldkirch; † 25. Februar 1927 in Linz) war ein österreichischer Baumeister.

## Leben und Wirken
Ernst Hillbrand gründete 1903 in Linz das gleichnamige Bauunternehmen. Nach seinen Plänen entstanden in den 1900er- bis 1910er-Jahren einige herausragende Bauten in Linz und Urfahr, u. a. das Bezirksgericht Urfahr (1909) und die denkmalgeschützten Arbeiterhäuser in der Franckstraße.
Auch Bauten namhafter Linzer Architekten wie Mauriz Balzarek, Curt Kühne und Armin Sturmberger führte Hillbrand aus.

## Bauten
- 1903 Wohnhaus Harrachstraße 17

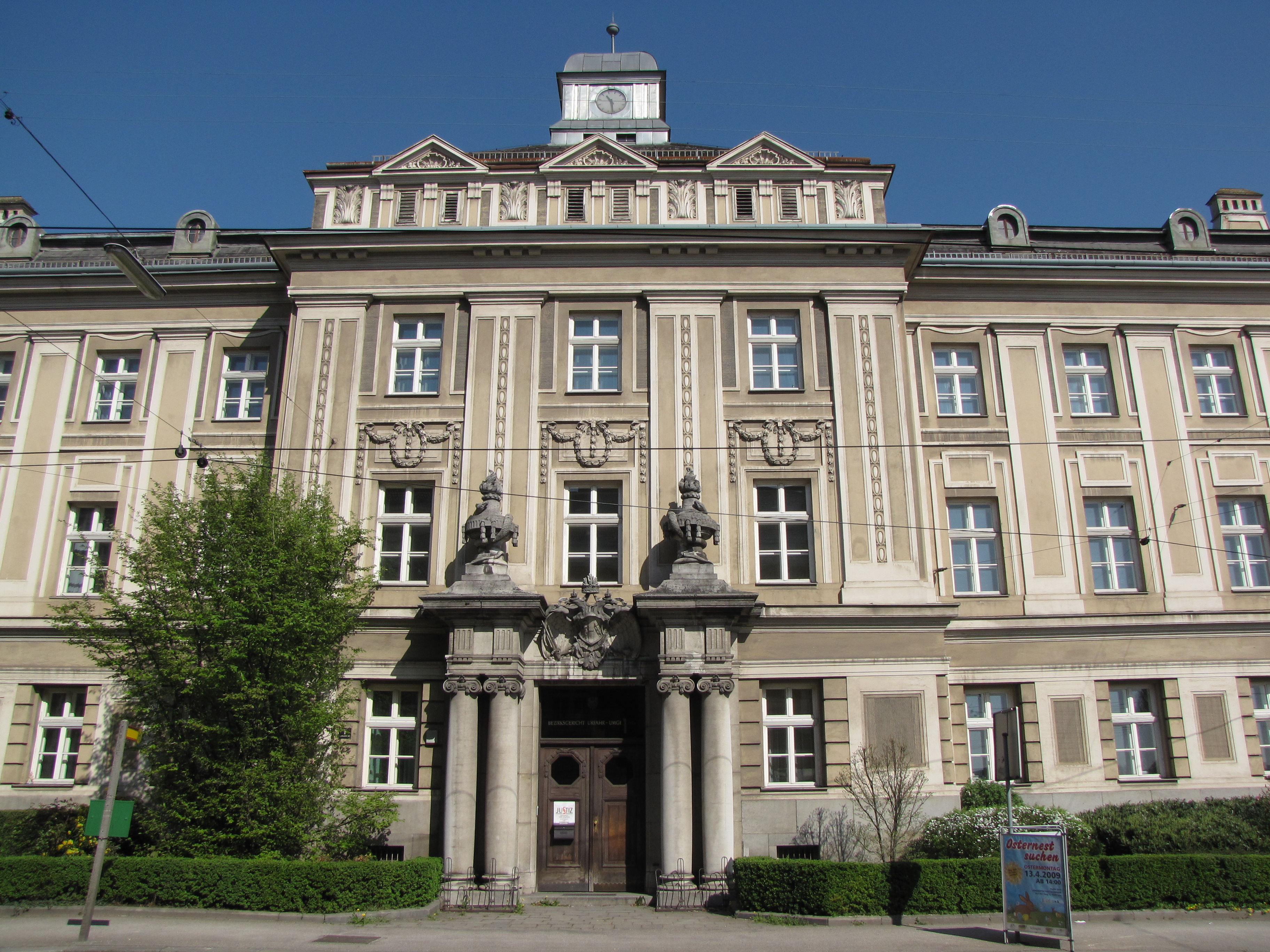
Bezirksgericht Urfahr

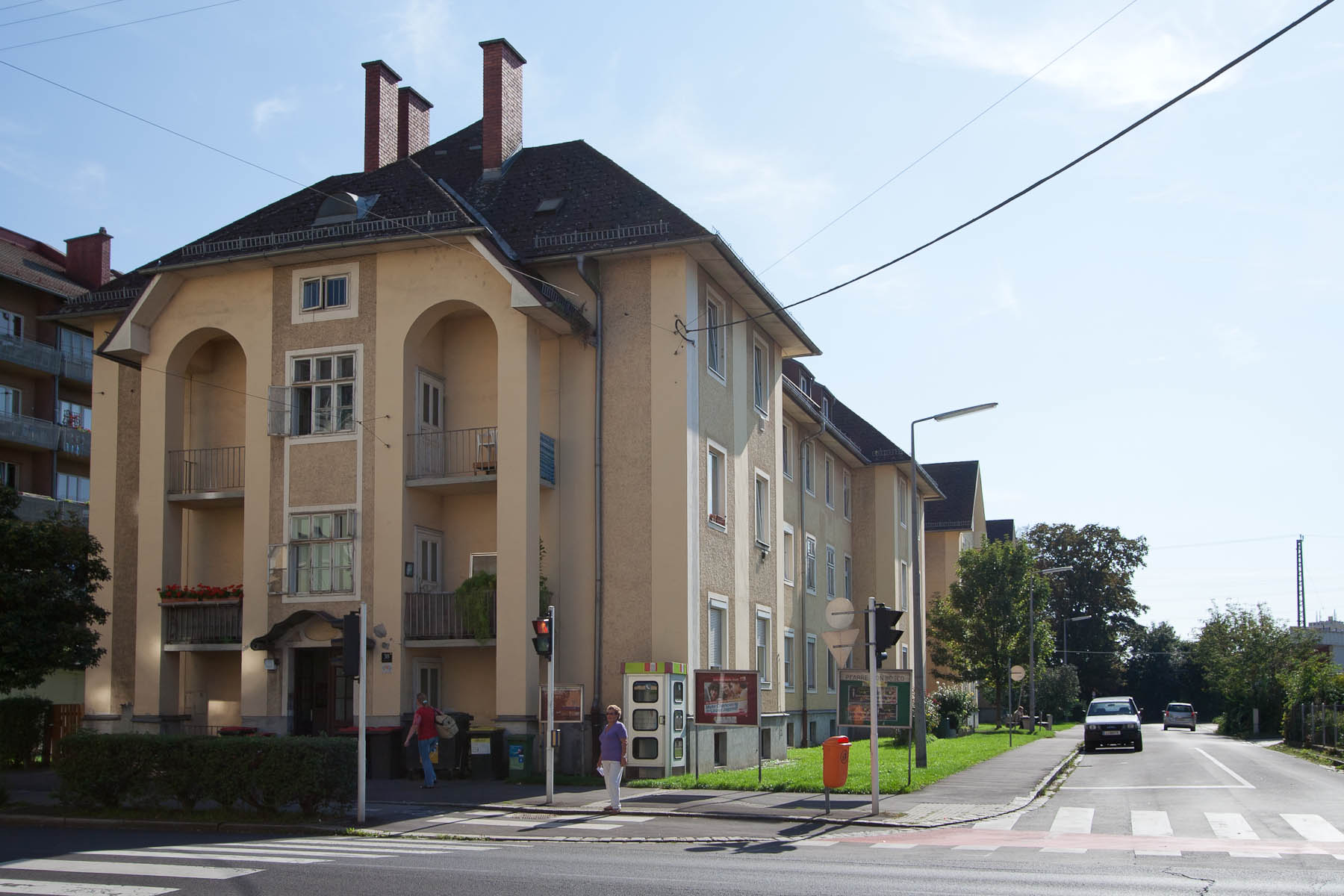
Arbeiterhäuser Franckstraße 38

- 1903 Wohnhaus Bürgerstraße 39 und 41
- 1903/04 Wohnhaus Schubertstraße 7
- 1904 Wohnhaus Prunerstraße 7
- 1904/05 Wohnhaus Goethestraße 34
- 1905 Wohnhaus Köglstraße 4
- 1905 Wohnhaus Makartstraße 25
- 1906 Wohnhaus Schubertstraße 15
- 1907 Wohnhaus Mozartstraße 43
- 1907 Villa Marianne, Aubergstraße 17
- 1907 Arbeiterwohnhäuser Franckstraße 38
- 1908 Wohnhaus Eisenbahngasse 12
- 1908 Zinshaus Eisenhandstraße 8
- 1908 Wohnhaus Grillparzerstraße 17
- 1909 Bezirksgericht Urfahr, Ferihumerstraße 1
- 1910 Villa Auf der Gugl 8
- 1911 Wohnhaus Beethovenstraße 7
- 1912 Wohnhaus Pillweinstraße 22
- 1912 Villa Knabenseminarstraße 30
- 1913 Genossenschafts-Wohnhaus Karl-Wiser-Straße 28
- 1913 Wohnhaus Hasnerstraße 6
- 1925 Wohnhaus Waldeggstraße 3–5 mit Architekt Julius Schulte
- 1926 Wohnhaus Tegetthoffstraße 22 mit Architekt Josef Jaksch
- 1926/27 Lehrerwohnhaus Dinghoferstraße 27 mit Architekt Mauriz Balzarek
- 1927 Wohnhaus Parzhofstraße 21–23 mit Architekt Armin Sturmberger
- 1927 Wohnhaus Breitwiesergutstraße 23 mit Architekt Armin Sturmberger